# Mazarredia bolivari
Mazarredia bolivari är en insektsart som beskrevs av Blackith, R.E. och R.M. Blackith 1987. Mazarredia bolivari ingår i släktet Mazarredia och familjen torngräshoppor. Inga underarter finns listade i Catalogue of Life.